# Шумейкер (кратер)
Не путать с Шумейкер (лунный кратер)
Шумейкер (англ. Shoemaker, ранее Кольцо Тига, Teague Ring) — ударный кратер, сформировавшийся в результате падения метеорита около 1630 млн лет назад.
Находится в Австралии в 100 км к северо-северо-востоку от Уилуна. Назван в честь геолога Юджина Шумейкера. Первое предложение о том, что кольцевая геологическая структура может являться метеоритным кратером, было опубликовано в 1974 году; последующие исследования подтвердили эту гипотезу.
Удар создал кратер около 30 км в диаметре. Последующие геологические процессы сильно преобразовали его.